# Goldene Himbeere 1991
Die Goldene Himbeere 1991 (engl.: 11th Golden Raspberry Awards) wurde am 24. März 1991, dem Vorabend der Oscarverleihung, im Hollywood Roosevelt Hotel in Hollywood, Kalifornien verliehen.
Mit neun Nominierungen und vier Auszeichnungen war Mein Geist will immer nur das Eine … der meistgekürte Film des Abends. Die Auszeichnung in der Hauptkategorie Schlechtester Film teilte sich der Streifen mit der Filmkomödie Ford Fairlane – Rock ’n’ Roll Detective.

## Preisträger und Nominierungen
Es folgt die komplette Liste der Preisträger und Nominierten.
| Kategorien                     | Nominierte                                                                               | Nominierte |
| ------------------------------ | ---------------------------------------------------------------------------------------- | --- |
| Schlechtester Film             | Bo Derek · Joel Silver                                                                   | Bo Derek – Mein Geist will immer nur das Eine … (Ghosts Can't Do It) und Joel Silver – Ford Fairlane – Rock ’n’ Roll Detective (The Adventures of Ford Fairlane)                           |
| Schlechtester Film             | Bo Derek · Joel Silver                                                                   | Robert Chartoff und Irwin Winkler – Rocky V |
| Schlechtester Film             | Bo Derek · Joel Silver                                                                   | Brian De Palma – Fegefeuer der Eitelkeiten (The Bonfire of the Vanities) |
| Schlechtester Film             | Bo Derek · Joel Silver                                                                   | Randy Phillips – Graffiti Bridge |
| Schlechtester Schauspieler     | Andrew Dice Clay                                                                         | Andrew Dice Clay – Ford Fairlane – Rock ’n’ Roll Detective (The Adventures of Ford Fairlane)                                                                                               |
| Schlechtester Schauspieler     | Andrew Dice Clay                                                                         | Prince – Graffiti Bridge |
| Schlechtester Schauspieler     | Andrew Dice Clay                                                                         | Mickey Rourke – 24 Stunden in seiner Gewalt (Desperate Hours) und Wilde Orchidee (Wild Orchid)                                                                                             |
| Schlechtester Schauspieler     | Andrew Dice Clay                                                                         | George C. Scott – Der Exorzist III (The Exorcist III) |
| Schlechtester Schauspieler     | Andrew Dice Clay                                                                         | Sylvester Stallone – Rocky V |
| Schlechteste Schauspielerin    | Bo Derek                                                                                 | Bo Derek – Mein Geist will immer nur das Eine … (Ghosts Can't Do It) |
| Schlechteste Schauspielerin    | Bo Derek                                                                                 | Melanie Griffith – Fegefeuer der Eitelkeiten (The Bonfire of the Vanities) |
| Schlechteste Schauspielerin    | Bo Derek                                                                                 | Bette Midler – Stella |
| Schlechteste Schauspielerin    | Bo Derek                                                                                 | Molly Ringwald – Familienehre (Betsy's Wedding) |
| Schlechteste Schauspielerin    | Bo Derek                                                                                 | Talia Shire – Rocky V |
| Schlechtester Nebendarsteller  | Donald Trump                                                                             | Donald Trump (Gastauftritt als er selbst) – Mein Geist will immer nur das Eine … (Ghosts Can't Do It)                                                                                      |
| Schlechtester Nebendarsteller  | Donald Trump                                                                             | Leo Damian – Mein Geist will immer nur das Eine … (Ghosts Can't Do It) |
| Schlechtester Nebendarsteller  | Donald Trump                                                                             | Gilbert Gottfried – Ford Fairlane – Rock ’n’ Roll Detective (The Adventures of Ford Fairlane), Kuck mal, wer da spricht 2 (Look Who's Talking Too) und So ein Satansbraten (Problem Child) |
| Schlechtester Nebendarsteller  | Donald Trump                                                                             | Wayne Newton – Ford Fairlane – Rock ’n’ Roll Detective (The Adventures of Ford Fairlane)                                                                                                   |
| Schlechtester Nebendarsteller  | Donald Trump                                                                             | Burt Young – Rocky V |
| Schlechteste Nebendarstellerin | Sofia Coppola                                                                            | Sofia Coppola – Der Pate III (The Godfather Part III) |
| Schlechteste Nebendarstellerin | Sofia Coppola                                                                            | Roseanne Barr (Stimme) – Kuck mal, wer da spricht 2 (Look Who's Talking Too) |
| Schlechteste Nebendarstellerin | Sofia Coppola                                                                            | Kim Cattrall – Fegefeuer der Eitelkeiten (The Bonfire of the Vanities) |
| Schlechteste Nebendarstellerin | Sofia Coppola                                                                            | Julie Newmar – Mein Geist will immer nur das Eine … (Ghosts Can't Do It) |
| Schlechteste Nebendarstellerin | Sofia Coppola                                                                            | Ally Sheedy – Familienehre (Betsy's Wedding) |
| Schlechteste Regie             |                                                                                          | John Derek – Mein Geist will immer nur das Eine … (Ghosts Can't Do It) |
| Schlechteste Regie             | John G. Avildsen – Rocky V                                                               | |
| Schlechteste Regie             | Brian De Palma – Fegefeuer der Eitelkeiten (The Bonfire of the Vanities)                 | |
| Schlechteste Regie             | Renny Harlin – Ford Fairlane – Rock ’n’ Roll Detective (The Adventures of Ford Fairlane) | |
| Schlechteste Regie             | Prince – Graffiti Bridge                                                                 | |
| Schlechtestes Drehbuch         | Daniel Waters                                                                            | Daniel Waters, James Cappe und David Arnott – Ford Fairlane – Rock ’n’ Roll Detective (The Adventures of Ford Fairlane)                                                                    |
| Schlechtestes Drehbuch         | Daniel Waters                                                                            | Michael Cristofer – Fegefeuer der Eitelkeiten (The Bonfire of the Vanities) |
| Schlechtestes Drehbuch         | Daniel Waters                                                                            | John Derek – Mein Geist will immer nur das Eine … (Ghosts Can't Do It) |
| Schlechtestes Drehbuch         | Daniel Waters                                                                            | Prince – Graffiti Bridge |
| Schlechtestes Drehbuch         | Daniel Waters                                                                            | Sylvester Stallone – Rocky V |
| Schlechtester Newcomer         | Sofia Coppola                                                                            | Sofia Coppola – Der Pate III (The Godfather Part III) |
| Schlechtester Newcomer         | Sofia Coppola                                                                            | Ingrid Chavez – Graffiti Bridge |
| Schlechtester Newcomer         | Sofia Coppola                                                                            | Leo Damian – Mein Geist will immer nur das Eine … (Ghosts Can't Do It) |
| Schlechtester Newcomer         | Sofia Coppola                                                                            | Carré Otis – Wilde Orchidee (Wild Orchid) |
| Schlechtester Newcomer         | Sofia Coppola                                                                            | Donald Trump – Mein Geist will immer nur das Eine … (Ghosts Can't Do It) |
| Schlechtester Song             |                                                                                          | He's Comin’ Back (The Devil!) aus Von allen Geistern besessen! (Repossessed) – Chris LeVrar                                                                                                |
| Schlechtester Song             | The Measure of a Man aus Rocky V – Alan Menken                                           | |
| Schlechtester Song             | One More Cheer aus Stella – Jay Gruska und Paul Gordon                                   | |